# Belmonte Castello
Belmonte Castello ist eine italienische Gemeinde in der Provinz Frosinone in der Region Latium mit 676 Einwohnern (Stand 31. Dezember 2023).

## Geographie

Lage von Belmonte Castello in der Provinz Frosinone

Belmonte Castello liegt 56 km östlich von Frosinone und 145 km südöstlich von Rom.
Der Ort liegt auf einem Hügel zwischen dem Tal des Comino und des Cassinate, nördlich von Cassino. Er ist Mitglied der Comunità Montana Valle di Comino.
Das Gemeindegebiet erstreckt sich über eine Höhe von 115 bis 1243 m s.l.m.
Die Gemeinde liegt in der Erdbebenzone 1 (stark gefährdet).
Die Nachbargemeinden sind Atina, Sant’Elia Fiumerapido, Terelle und Villa Latina.

### Verkehr
Belmonte Castello ist durch die Staatsstraße 509 di Forca d’Acero, von Cassino in die Abruzzen, an das Straßennetz angeschlossen. Über sie erreicht man auch in 18 km die Anschlussstelle Cassino der A 1 Autostrada del Sole.
In Cassino befindet sich auch der nächste Bahnhof an der Bahnstrecke Rom – Neapel.

## Geschichte
Belmonte Castello war seit dem Mittelalter ein befestigter Ort, der zu Atina gehörte.

## Bevölkerungsentwicklung
| Jahr      | 1861 | 1881 | 1901 | 1921 | 1936 | 1951 | 1971 | 1991 | 2001 | 2011 |
| --------- | ---- | ---- | ---- | ---- | ---- | ---- | ---- | ---- | ---- | ---- |
| Einwohner | 983  | 1048 | 1077 | 1135 | 1028 | 988  | 850  | 781  | 765  | 780  |

Quelle ISTAT

## Politik
Antonio Ianetta (Bürgerliste Grappolo d’Uva (Weintraube)) wurde im März 2010 zum Bürgermeister gewählt, am 31. Mai 2015 und am 20. September 2020 im Amt bestätigt.